# 櫨山めぐみ
櫨山 めぐみ（はぜやま めぐみ、1981年1月1日 - ）は、日本の女性声優。宮城県出身。81プロデュース所属。

## 人物
声種はアルト。
テレビアニメ、外画吹き替えを中心に活躍。
趣味・特技はなわとび。

## 出演

### テレビアニメ
- わがまま☆フェアリー ミルモでポン!（2003年、主婦）
- ゾイドフューザーズ（2004年、女性アナウンサー）
- ガラスの仮面平成版（2005年、審査員）
- MAJOR（2005年 - 2006年、選手、橋本、受付） - 2シリーズ
- ああっ女神さまっ それぞれの翼（2006年、店員）
- スーパーロボット大戦OG -ディバイン・ウォーズ-（2006年、管制官）
- ロックマンエグゼBEAST（2006年、母B）

### OVA
- ああっ女神さまっ（1993年、店員）

### 劇場アニメ
- 劇場版デュエル・マスターズ 闇の城の魔龍凰（2005年、ニュースアナ）

### ドラマCD
- STEINS;GATE オーディオシリーズ☆ラボメンナンバー002☆椎名まゆり（2008年、アナウンサー）

### 吹き替え

#### 映画
- 彼女を信じないでください（2005年、ミョンジャ）
- アローン・イン・ザ・ダーク（2006年、ソフィ）
- シリアナ（2006年、レベッカ）
- シルバーホーク（2006年）
- 007 オクトパシー（2006年、マグダ / クリスティナ・ウェイボーン）※DVD新録版
- スーパークロス（2007年、パイパー）

#### テレビドラマ
- LAX（2005年、マリービ）
- 大旗英雄伝（2006年、洪凌波）
- リ・ジェネシス バイオ犯罪捜査班（2006年）

#### アニメ
- ピクスコデリックス（メアリー・チャット）
- ボブとはたらくブーブーズ（2000年、ケイティ）
- フォスターズ・ホーム（2005年、ユーロトリッシュ）
- アトミック・ベティ（2006年、ペネロピー）
- Oops!フェアリーペアレンツ（2006年、AJ）